# Henry Becque
Pour les articles homonymes, voir Becque.
Henry François Becque, né dans l'ancien 3e arrondissement de Paris le 18 avril 1837, rue de Chabrol à Paris (10e) et mort à Neuilly-sur-Seine le 12 mai 1899, est un dramaturge français.
Considéré comme le créateur du « théâtre cruel », il est connu pour un drame réaliste grinçant, Les Corbeaux (1882), et une comédie, La Parisienne (1885).
Il est le neveu du dramaturge et librettiste Pierre-Michel Martin dit Lubize (1798-1863).

## Biographie

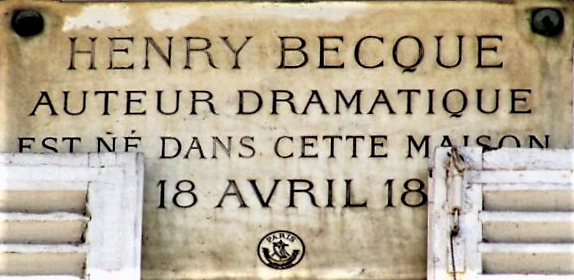
Plaque sur la maison natale d'Henry Becque.

Henry Becque naît 20 rue de Chabrol (Paris), où une plaque commémorative lui rend depuis hommage.
Il occupa de nombreux emplois avant de réussir au théâtre : il fut successivement employé de bureau à la Compagnie des chemins de fer du Nord, à la chancellerie de la Légion d'honneur (en tant que chef de bureau puis secrétaire du Conseil de l'ordre) et chez un agent de change. Sa première œuvre est un livret d'opéra, Sardanapale, en 1867. Cette imitation en trois actes du Sardanapale de Lord Byron, mise en musique par Victorin de Joncières, fut présentée au Théâtre-Lyrique avec un certain succès.
Henry Becque se tourna ensuite vers le vaudeville avec L'Enfant prodigue (1868), puis changea complètement de style avec le drame social, Michel Pauper en 1870 (le nom du personnage signifie pauvre en latin). L'Enlèvement, joué l'année suivante, est une comédie située dans le milieu des domestiques de province. Ce furent deux échecs.
Il se consacre alors à la critique dramatique, avant de revenir à la scène en 1878, avec une comédie en un acte, La Navette, puis une seconde, Les Honnêtes Femmes, en 1880. Suivent ses deux meilleures œuvres, Les Corbeaux en 1882 et La Parisienne en 1885.
En 1890, il est candidat à l'Académie française.
Il publie ensuite de la poésie (Sonnets mélancoliques, 1887) et ses mémoires en 1895, sous le titre Souvenirs d'un auteur dramatique. Il meurt en 1899, laissant une pièce inachevée, Les Polichinelles.
Il est inhumé au cimetière du Père-Lachaise (division 53).

## Œuvres
Théâtre

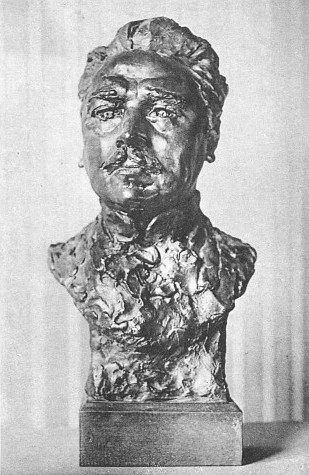
Terre cuite d'Auguste Rodin (1886).

- 1867 : Sardanapale, opéra en 3 actes et 5 tableaux, imité de Lord Byron, musique de Victorin de Joncières, Paris, Théâtre impérial lyrique (8 février)
- 1868 : L'Enfant prodigue, comédie en 4 actes, Paris, théâtre du Vaudeville (6 novembre)
- 1870 : Michel Pauper, drame en 5 actes et 7 tableaux, Paris, théâtre de la Porte-Saint-Martin (17 juin)
- 1871 : L'Enlèvement, comédie en 3 actes, Paris, théâtre du Vaudeville (18 novembre)
- 1878 : La Navette, comédie en 1 acte, Paris, théâtre du Gymnase (15 novembre)
- 1880 : Les Honnêtes Femmes, comédie en 1 acte, Paris, théâtre du Gymnase (1er janvier)
- 1882 : Les Corbeaux, pièce en 4 actes, Comédie-Française (14 septembre) lire en ligne sur Gallica
- 1885 : La Parisienne, comédie en 3 actes, théâtre de la Renaissance (7 février) lire en ligne sur Gallica
- 1908 (posthume) : Le Domino à quatre, comédie en 1 acte, théâtre national de l’Odéon (1er juin)
- 1910 (posthume) : Les Polichinelles, pièce en 4 actes, tirée du manuscrit de Henry Becque par Henri de Noussanne
- 1924 (posthume) : Le Départ, comédie en 1 acte, théâtre national de l’Odéon (21 mai)
- 1944 (posthume) : Veuve !, comédie en 1 acte, Paris, Théâtre de Poche  (1er janvier), qui est en fait l'épilogue de La Parisienne
- Non datée : Une exécution, comédie en 1 acte (jamais représentée).

Divers
- Le Frisson, fantaisie rimée (1884)
- Molière et l'École des femmes, conférence (1886)
- Sonnets mélancoliques (1887) lire en ligne sur Gallica
- Querelles littéraires (1890)
- Souvenirs d'un auteur dramatique (1895) lire en ligne sur Gallica

## Anecdotes
Un jour, Becque attaqua publiquement les Dumas, père et fils (alors que ce dernier avait été son parrain pour l'obtention de la Légion d'honneur), sous la forme d'une épigramme : 

« Comme les deux Corneille, ils étaient deux Dumas,
Mais aucun ne fut Pierre, tous deux furent Thomas. »

Alexandre Dumas fils répliqua lui aussi par une épigramme : 

« Si ce coup de bec de Becque t'éveille
Ô Thomas Corneille en l'obscur tombeau,
Pardonne à l'auteur qui baye aux corneilles
Et songe au public qui bâille aux Corbeaux. »

Alphonse Allais était connu pour mettre en scène dans ses contes des personnalités "arrivées" de son époque et pour leur prêter (sous des pseudonymes transparents ) des actions loufoques et des propos incohérents..
Ses têtes de turc récurrentes étaient Sarcisque Francey et le Général Poilloüe de Sainte Bellone , mais il lui arrivait d'en ajouter d'autres. Henry Becque est brocardé en Han Rybeck un noble jeune baron islandais vivant au XIV° siècle, fiancé à la ravissante Paule Nörr en révolte contre le très cruel et très dépravé tyran Polalek VI (comprendre Paul Alexis, un dramaturge contemporain .), si pervers que dans, dans l'île de Lagrenn Houyer il encourage des accouplements contre nature entre des loups et des phoques aux fins , bien entendu , d'engendrer ....des loufoques. Mais comme il s'agit d'un conte de Noël, la fin est heureuse: Han Rybeck (fait prisonnier et condamné à mort mais autorisé à formuler un dernier voeu) et Paule Nörr sont dûment mariés par le bourgmestre de Reykjavik (un certain Fern Anxö)  et même autorisés à consommer le mariage avant d'être graciés.

## Distinctions

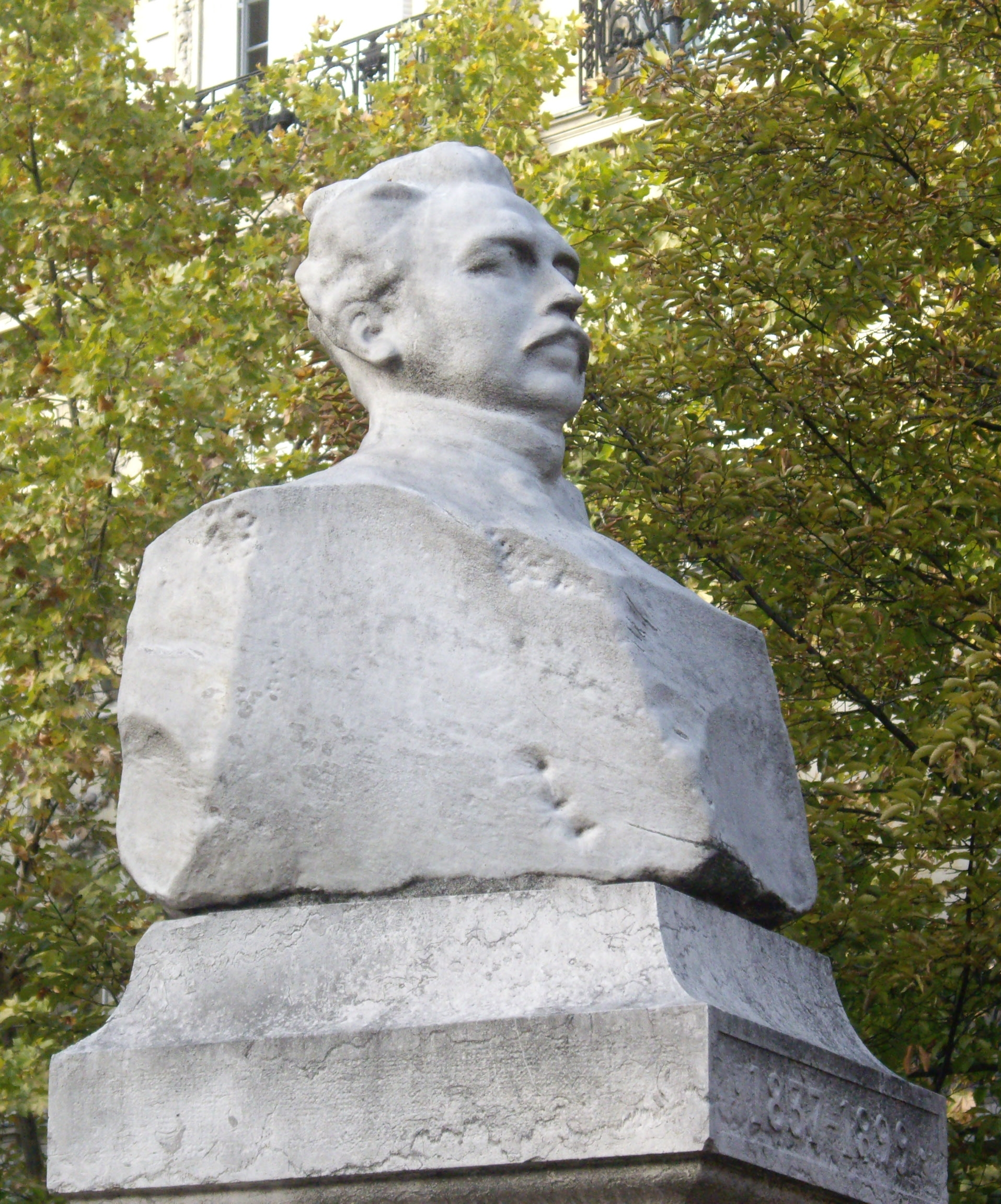
Buste par Auguste Rodin sur la place Prosper-Goubaux (Paris).

- Chevalier de la Légion d'honneur au titre du ministre de l'Instruction publique et des Beaux-Arts (décret du 29 décembre 1886). Parrain : Alexandre Dumas fils.
- Officier de la Légion d'honneur au titre du ministre de l'Instruction publique (décret du 27 juillet 1897). Parrain : Victorien Sardou.

## Hommages
- La rue Henri-Becque, dans le 13e arrondissement de Paris, a été nommée en son hommage en août 1899.
- Un buste le représentant, sculpté par Auguste Rodin, a été inauguré sur la place Prosper-Goubaux  (8e  arr.) en novembre 1908[11].
- Une plaque commémorative a été apposée en mai 1924 sur la façade de sa maison natale au 20, rue de Chabrol, dans le 10e arrondissement de Paris, en présence de Robert de Flers et Henry de Jouvenel[12].